# Повіт Хакуй
Пові́т Хаку́й (яп. 羽咋郡, はくいぐん, МФА: [hakui̯ guɴ]) — повіт в префектурі Ісікава, Японія.